# Ljudevit
Ljudevit Posawski, także Ludewit Posawski (chorw. Ljudevit Posavski) – książę Księstwa Dolnopanońskiego od ok. 810 do 823 r.
Główną siedzibą jego państwa był gród Sisak, a terytorium, nad którym władał, rozciągało się między rzeką Drawą, Sawą i Kupą (zachodnia granica księstwa nie jest znana). Formalnie Ljudevit, jako frankijski wasal, podlegał margrabiemu Friuli – Kadolahowi. Postać Ljudevita znana jest przede wszystkim z wystąpienia zbrojnego przeciwko zwierzchności frankijskiej – tzw. powstania Ljudevita. Przydomek Posawski został mu nadany przez historyków w XIX w.